# Храпова Лариса Євгенівна
Лариса Євгенівна Храпова  (рос. Лариса Евгеньевна Храпова)  (10 травня 1927 року, р. Кизляре Чечено-Інгушської АРСР - 1 червня 2017) — радянський і російський письменник, журналіст, член Спілки письменників СРСР з 1969 року.

## Біографія
Лариса Євгенівна, дочка вчителя. Дитинство її пройшло у станиці Шелковській Чечено-Інгушської АРСР, де батько працював директором середньої школи. У 1939 році сім'я переїхала в Північну Осетію, спочатку на станцію Дарго-Кох, а з 1943 року в місто Оржонікідзе. Тут Л. Храпова закінчила середню школу, а потім історичний факультет педагогічного інституту. Працювала вчителькою в селі Безпечному Ставропольського краю і в місті Оржонікідзе. З 1955 року стала займатися журналістикою: була літературним співробітником газети «Соціалістична Осетія».
У 1966-1967 роках працювала редактором багатотиражної газети «Промінь» Оржоникидзевского заводу автотракторного элктрооборудования. Ця робота дала можливість Л. Храпові стикнутися з життям робочого колективу. У 1978 році Лариса Євгенівна повернулася в редакцію газети «Соціалістична Осетія».
У 1974 році переїхала в місто Ростов-на-Дону.

## Творчість
Журналістика давала Ларисі Храпові великий матеріал для спостережень. Так, матеріал, зібраний за дорученням редакції для нарисах про партизанів станиці Миколаївській та осетинського села Дігора, ліг в основу роману «Терек — річка бурхлива» (1960). Слідуючи за своїми героями, багато з яких — справжні обличчя, автор намалювала широку картину подій 1918-1919 років на Тереку. У центрі роману — дні оборони міста Владикавказа від білогвардійських банд Бичерахова.
Послідували за цим твором інші книги Л. Храпові: повість «Життя, прийми мене» (1965), збірки оповідань «Майя-майка — председательская дочка» (1965), «Після зливи» (1971), написані теж на фактичному матеріалі, розповідають про сучасників, про високий лад думок і почуттів.
Переїхавши в 1974 року в Ростов-на-Дону, письменниця дебютувала повістю «Вулиця заводська». Герої повісті — трудівники промислового підприємства. У ній показано трудові будні і моральні проблеми робочого колективу.
Новий роман Лариси Євгенівни Храпові «наш Будинок — будинок дітей наших», що вийшов у Ростові-на-Дону у 1980 році, присвячений темі збереження природи.
До захисту природи, дбайливого і розумного до неї відношенню письменниця закликає і в наступних своїх творах — «Один із днів, яких багато» (1983) і романі «Своя ноша»

## Нагороди
- Медаль «За доблесну працю у Великій Вітчизняній війні 1941-1945 рр .. »

- Почесна грамота Президії Верховної Ради Північно-Осетинської АРСР

## Твори Л. Є. Храпової
Окремі видання:
- Терек — річка бурхлива: Роман. — Оржонікідзе: Півн.- Осетин, кн. вид-во, 1960. 1963.
- Життя, прийми мене: Повість. — Оржонікідзе: Півн.- Осетин, кн. вид-во, 1965.
- Майя-майка — председательская дочка: Повість. Оповідання. — Оржонікідзе: Півн.- Осетин, кн. вид-во, 1965.
- Чим пахне небо: Оповідання. — Оржонікідзе: Ір, 1969.
- Після зливи: Оповідання. — Оржонікідзе: Ір, 1971.
- Вулиця заводська: Повість. — Ростов н/д: Кн. вид-во, 1977.
- Наш будинок — будинок дітей наших: Роман. — Ростов н/д: Кн. вид-во, 1980.
- Один із днів, яких багато: Повість, оповідання. — Ростов н/д: Кн. вид-во, 1983.
- Своя ноша: Роман. — Ростов н/д: Кн. вид-во, 1985.
- Одна сторінка ясновельможної життя. — Ростов н/д: Ростиздат, 2003.